# Cal Chico (la Pobla de Massaluca)
Cal Chico és un edifici del municipi de la Pobla de Massaluca (Terra Alta) que forma part de l'Inventari del Patrimoni Arquitectònic de Catalunya.

## Descripció
És un edifici entre mitgeres. De planta baixa, dos pisos i golfes. Els murs són de carreus molt irregulars a la planta baixa i maçoneria a les superiors. Els límits entre les plantes els marquen cornises de pedra excepte a les golfes. La composició de la façana és simètrica i regular. A la planta baixa només hi ha una porta d'accés situada al mig de la façana. Les dues plantes d'habitació estan formades per tres balconades a cada planta amb lloses i marcs de pedra.
Les obertures de les golfes estan centrades sobre les balconades, són el·líptiques i no tenen cap sistema de tancament. Sobre la porta d'entrada hi ha un escut on no es pot llegir cap data però és anterior a l'actual estructura de la casa. Sota la llosa del balcó de sobre la porta hi ha esculpides dues creus templeres que refermen la idea que en el lloc hi havia un edifici més antic. La seva situació just davant de l'església també ens ho fa suposar.